# Grad Fahrenheit
Grad Fahrenheit ist eine Maßeinheit der Temperatur. Sie wurde nach dem deutschen Physiker Daniel Gabriel Fahrenheit (1686–1736) benannt.

## Fahrenheits Festlegungen

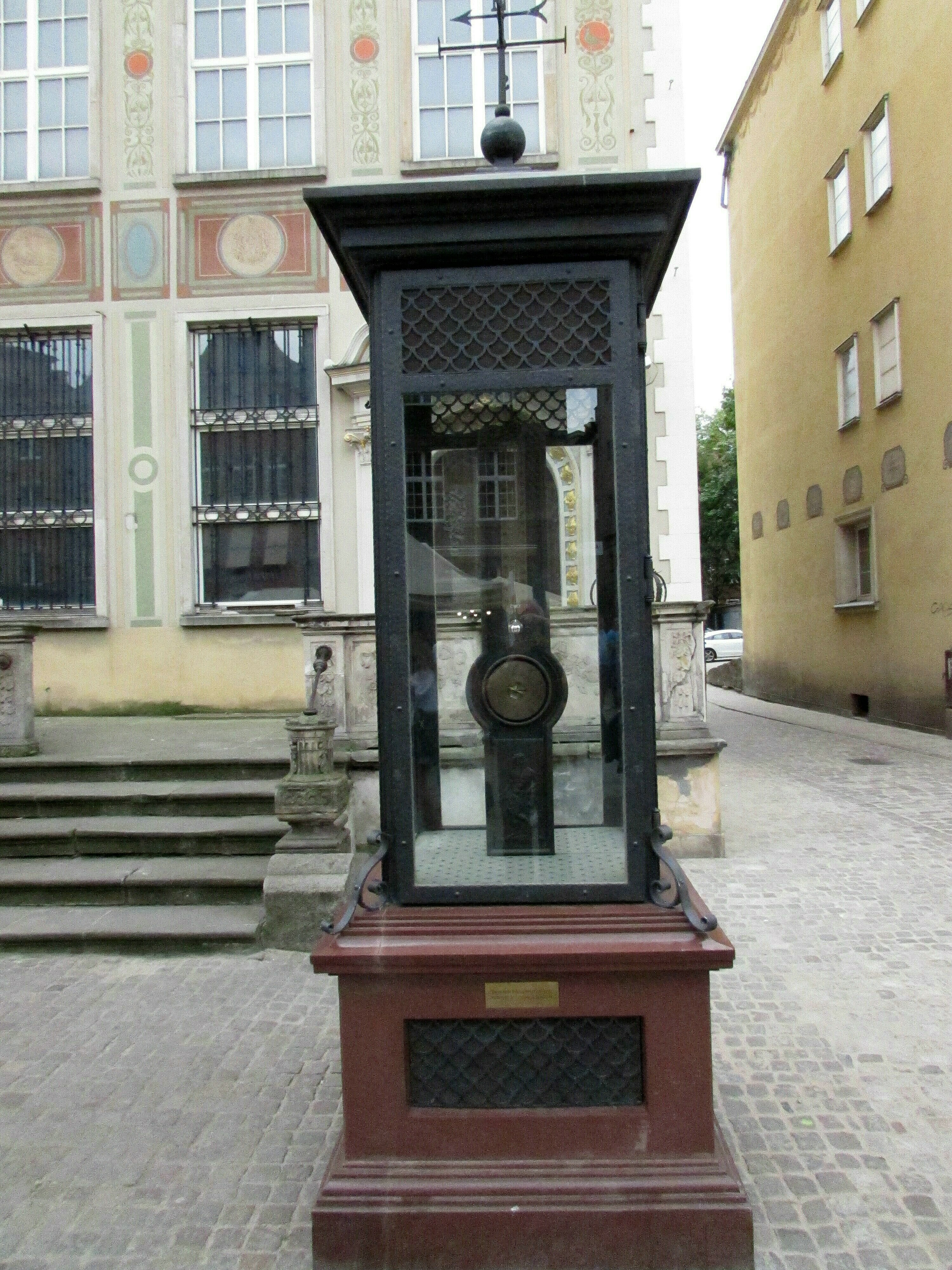
Fahrenheit-Denkmal in Danzig

Fahrenheit entwickelte seine Temperaturskala nach einem Besuch bei dem dänischen Astronomen Ole Rømer in Kopenhagen. Rømer war der Erste, der ein Thermometer entwickelte, das mit Hilfe zweier Fixpunkte kalibriert wurde. In der Rømer-Skala liegt der Gefrierpunkt des Wassers bei ca. 7,5 °Rø, der Siedepunkt bei 60 °Rø und die durchschnittliche Körpertemperatur eines Menschen bei ca. 26,9 °Rø.
Fahrenheit verwendete demgegenüber als Nullpunkt seiner Skala (0 °F) die tiefste Temperatur, die er mit einer Mischung aus Eis, Wasser und Salmiak (= Ammoniumchlorid) oder Seesalz (Kältemischung) erzeugen konnte: −17,8 °C. Dadurch wollte er negative Werte vermeiden, wie sie bei der Rømer-Skala bei Temperaturen unter −14,3 °C auftreten.
Als zweiten Fixpunkt legte Fahrenheit 1714 den Gefrierpunkt des reinen Wassers (Eispunkt) bei 32 °F fest. Sein dritter Fixpunkt war die Körpertemperatur eines „gesunden Menschen“ bei 96 °F, die allerdings rund 35,6 °C entsprechen, und dieser Wert liegt – verglichen mit heutigen Messmethoden – unterhalb des menschlichen Normaltemperaturbereichs.

## Weiterentwicklung

Thermometer mit Celsius-Skala (links) und Fahrenheit-Skala (rechts)

Der Nachteil dieser Skala bestand darin, dass mit der verbesserten Genauigkeit von Messungen im 19. Jahrhundert insbesondere der untere und der obere Fixpunkt nicht hinreichend genau reproduzierbar waren. Es wurde damit eine Neudefinition der Skala nötig. Zur Definition einer Temperaturskala benötigt man zum einen nur zwei verschiedene, dafür aber möglichst genau reproduzierbare Temperaturen, zum anderen die willkürliche Festlegung eines Skalennullpunktes und der Einteilung der Differenz zwischen den Fixpunkten in Skalenteile.
Seit den 1860er Jahren versuchte man, die hergebrachten Einheiten (customary units) des angloamerikanischen Maßsystems an die Definitionen des internationalen metrischen Systems anzubinden. Seit dieser Zeit war die Fahrenheit-Skala durch die Skala des hundertteiligen Thermometers definiert, hatte damit also als Fixpunkte den Gefrierpunkt (gleich 32 °F) und den Siedepunkt des Wassers (gleich 212 °F). 1893 wurde sie  mit der Mendenhall Order in den Vereinigten Staaten gesetzlich eingeführt. Seit 1948, als man das hundertteilige Thermometer in Celsius-Skala umbenannte und neu definierte, ist die Fahrenheitskala indirekt durch die Kelvin-Skala definiert.
Die Fahrenheit-Skala war im 18. und frühen 19. Jahrhundert auch in Europa verbreitet (neben anderen, nun gänzlich unüblichen Skalen); erst mit der Durchsetzung des metrischen Systems seit dem mittleren 19. Jahrhundert hat sich in Kontinentaleuropa die Celsius-Skala durchgesetzt. In Großbritannien blieb die Fahrenheit-Skala länger in Gebrauch. Dort wurde sie zudem auch für die Definition gewisser anderer imperialer Maßeinheiten verwendet; so war etwa im Weights and Measures Act von 1855 das Yard definiert anhand eines Norm-Yards aus Bronze und Gold bei einer Temperatur von 62 °F. Kopien dieses Norm-Yards, die herstellungsbedingt leichte Abweichungen aufwiesen, wurden durch die Angabe von leicht abweichenden Temperaturen geeicht (zwischen 61,94 und 62,16 °F).

Länder, die Fahrenheit (°F) verwenden.
Länder, die sowohl Fahrenheit (°F) als auch Celsius (°C) verwenden.
Länder, die Celsius (°C) verwenden.

Die offizielle Einführung des metrischen Systems (metrication) wurde in Großbritannien bereits ab 1818 diskutiert und zwischen 1965 und 1980 aktiv vorangetrieben, dann aber wieder aufgegeben. Zwingend wurde die Einführung erst mit der Mitgliedschaft im Europäischen Binnenmarkt ab 1993 umgesetzt. In inoffiziellen Publikationen, besonders in Wetterprognosen, wurde die Fahrenheit-Skala in Großbritannien auch nach 1995 verwendet, allerdings mit abnehmender Tendenz.
Offizielle Verwendung findet die Fahrenheit-Skala nur noch in den USA und ihren Außengebieten, in Belize sowie auf den Bahamas, den Cayman Islands und in Liberia.

## Vergleich mit anderen Skalen

### Umrechnung

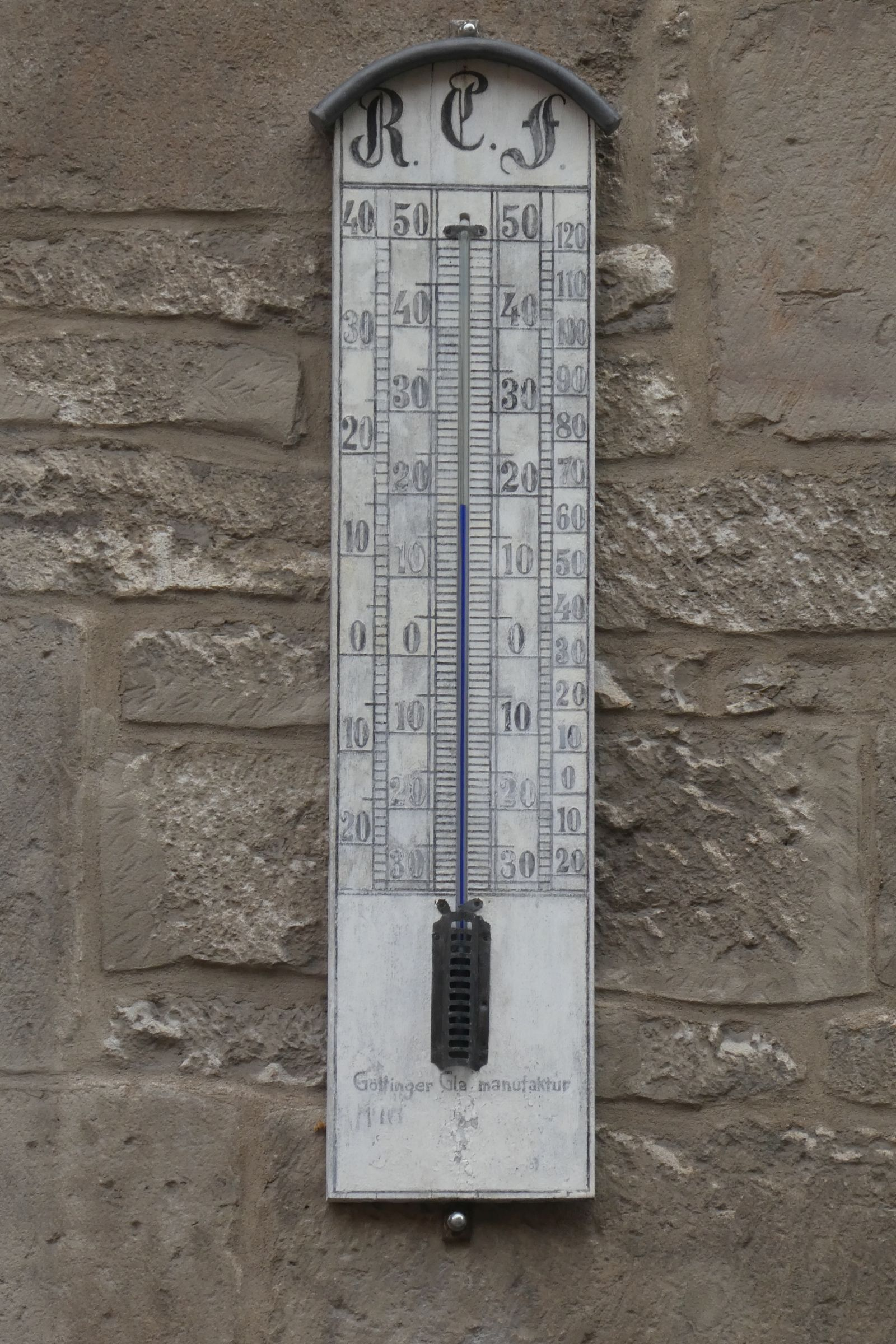
Öffentliches Thermometer am Alten Rathaus in Göttingen, mit Temperaturskalen in Réaumur, Celsius und Fahrenheit (2023)

Temperaturen in Grad Fahrenheit lassen sich über eine Zahlenwertgleichung wie folgt exakt umrechnen:
| Grad Celsius: |  | {\displaystyle \left\{t\right\}_{\mathrm {^{\circ }C} }=(\left\{t\right\}_{\mathrm {^{\circ }F} }-32)\cdot {\tfrac {5}{9}}} |  | {\displaystyle \left\{t\right\}_{\mathrm {^{\circ }F} }=\left\{t\right\}_{\mathrm {^{\circ }C} }\cdot {\tfrac {9}{5}}+32} |
| Kelvin:       |  | {\displaystyle \left\{T\right\}_{\mathrm {K} }=(\left\{t\right\}_{\mathrm {^{\circ }F} }+459{,}67)\cdot {\tfrac {5}{9}}}    |  | {\displaystyle \left\{t\right\}_{\mathrm {^{\circ }F} }=\left\{T\right\}_{\mathrm {K} }\cdot {\tfrac {9}{5}}-459{,}67}    |
| Grad Rankine: |  | {\displaystyle \left\{T\right\}_{\mathrm {^{\circ }Ra} }=\left\{t\right\}_{\mathrm {^{\circ }F} }+459{,}67}                 |  | {\displaystyle \left\{t\right\}_{\mathrm {^{\circ }F} }=\left\{T\right\}_{\mathrm {^{\circ }Ra} }-459{,}67}               |
Insbesondere bei Temperaturen um die 32 °F / 0 °C wird häufig die Angabe „Degrees below Freezing“ oder „Degrees above Freezing“ verwendet.
Dabei handelt es sich nicht um Celsius-Werte, sondern um um 32 °F verschobene Fahrenheit-Werte, d. h. 9 degrees below freezing bedeutet −5 °C.
| Degrees above Freezing |  |  | {\displaystyle \left\{t\right\}_{\mathrm {^{\circ }Freezing} }=\left\{t\right\}_{\mathrm {^{\circ }F} }-32} |  | {\displaystyle \left\{t\right\}_{\mathrm {^{\circ }F} }=\left\{t\right\}_{\mathrm {^{\circ }Freezing} }+32} |
Bei −40 ° haben Celsius- und Fahrenheitskala ihren Schnittpunkt, d. h. −40 °C = −40 °F.

### Fixpunkte
|                                                 | Kelvin    | °Celsius    | °Fahrenheit | °Rankine    |
| ----------------------------------------------- | --------- | ----------- | ----------- | ----------- |
| Siedepunkt des Wassers bei Normaldruck          | 373,150 K | 100,000 °C  | 212,000 °F  | 671,670 °Ra |
| „Körpertemperatur des Menschen“ nach Fahrenheit | 308,705 K | 35,555 °C   | 96,000 °F   | 555,670 °Ra |
| Tripelpunkt des Wassers                         | 273,160 K | 0,010 °C    | 32,018 °F   | 491,688 °Ra |
| Gefrierpunkt des Wassers bei Normaldruck        | 273,150 K | 0,000 °C    | 32,000 °F   | 491,670 °Ra |
| Kältemischung aus Wasser, Eis und NH4Cl         | 255,372 K | −17,777 °C  | 0,000 °F    | 459,670 °Ra |
| absoluter Nullpunkt                             | 0 K       | −273,150 °C | −459,670 °F | 0 °Ra       |

Die Fixpunkte, mit denen die Skalen ursprünglich definiert wurden, sind farblich hervorgehoben und exakt in die anderen Skalen umgerechnet. Heute haben sie ihre Rolle als Fixpunkte verloren und gelten nur noch näherungsweise. Allein der absolute Nullpunkt hat weiterhin exakt die angegebenen Werte.

## Postwertzeichen
Zum 300. Jahrestag der Einführung der Fahrenheitskala gab die Deutsche Post AG am 3. November 2014 ein Sonderpostwertzeichen im Wert von 60 Eurocent heraus, entworfen von den Grafikern Thomas und Martin Poschauko.